# Biblical Archaeology Review
Biblical Archaeology Review (BAR) é a maior publicação especializada em artigos relacionados à arqueologia bíblica tanto do Tanakh quanto do Novo Testamento apresentando as descobertas e controvérsias relacionadas à história bíblica . É publicada pela não-denominacional Bible Archaeology Society e conta com diversos estudiosos e pesquisadores como seus colaboradores como Lawrence Stager, Kenneth Kitchen, William Dever, Israel Finkelstein, e Bryant G. Wood.   